# Ducherow
Ducherow es un municipio situado en el distrito de Pomerania Occidental-Greifswald, en el estado federado de Mecklemburgo-Pomerania Occidental (Alemania), a una altitud de 4 metros. Su población a finales de 2016 era de 2500 habs. y su densidad poblacional, 30 hab/km².

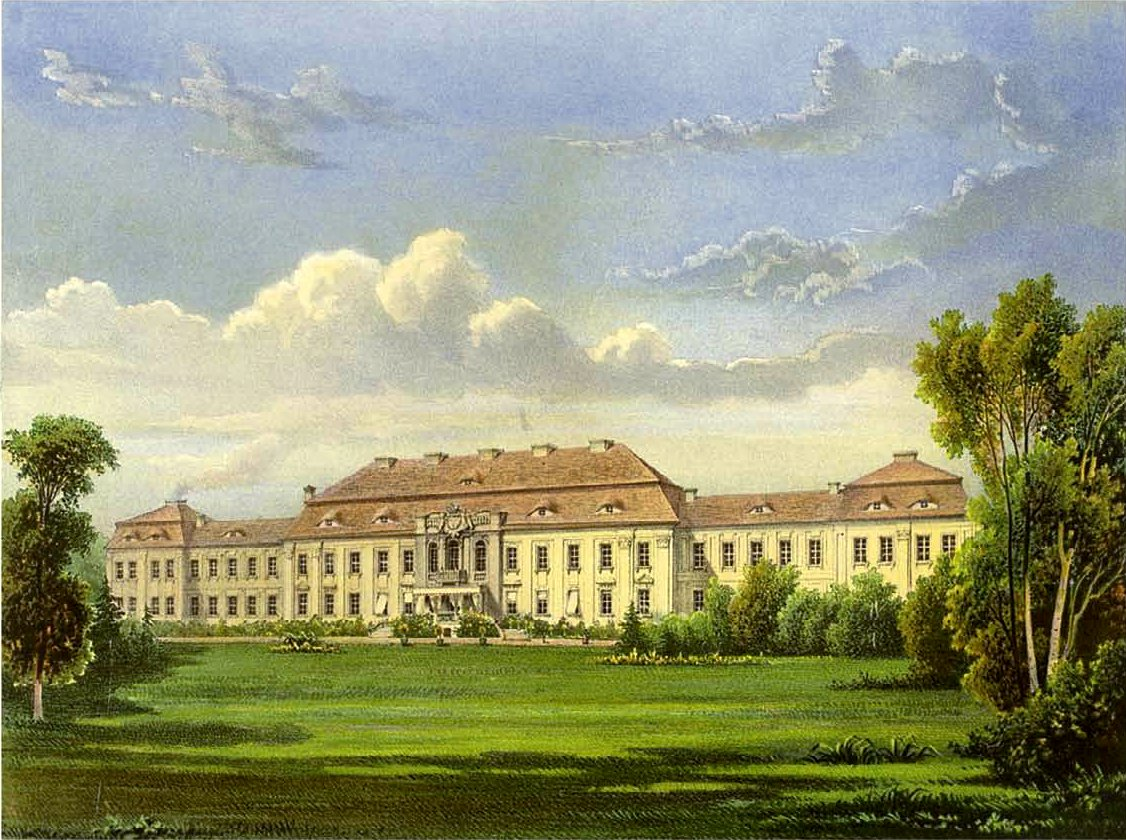
Palacio de Schwerinsburg en torno a 1860. Edición por Alexander Duncker.